# Existentialism
Existentialism, under sin höjdpunkt oftast kallad existentialfilosofin, är en filosofisk strömning under sent 1800-tal och första halvan av 1900-talet. Mellan de filosofer som benämns existentialister finns väsentliga skillnader, men de delade tron att filosofiskt tänkande börjar med det mänskliga subjektet – inte bara det tänkande subjektet utan det agerande och kännande, den levande mänskliga individen.
Inom existentialismen karaktäriseras en individs startpunkt efter vad som har kallats för "den existentiella inställningen", eller en känsla av desorientering inför vad som tycks vara en meningslös och absurd värld. Många existentialister har också betraktat systematisk, akademisk filosofi, både till form och innehåll, som alltför abstrakt och främmande inför konkret mänsklig erfarenhet.
En term som myntats i koppling till existentialismen är absurdism.

## Historia

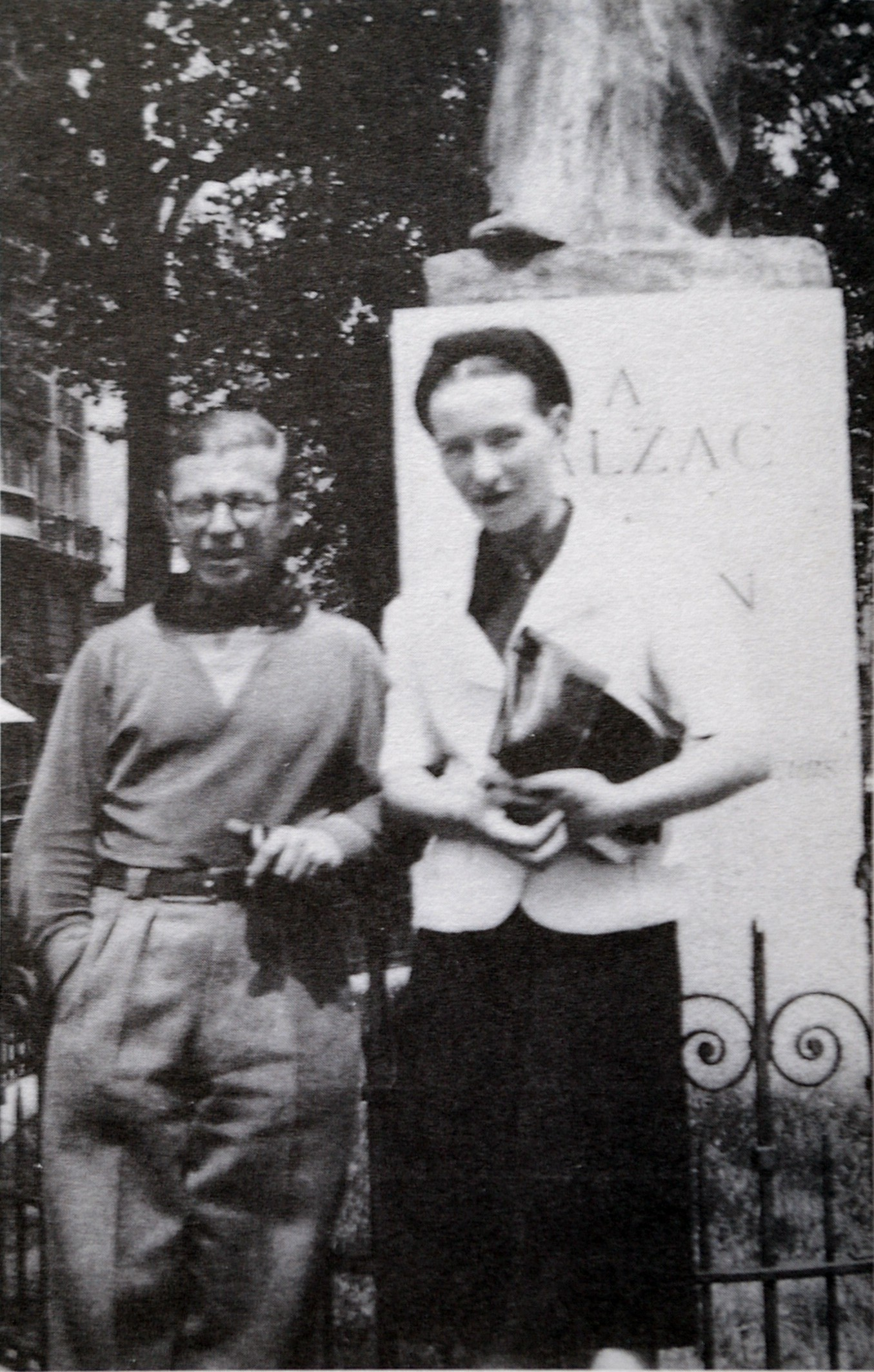
Jean-Paul Sartre och Simone de Beauvoir.

### Tidiga år
Trots att ordet existentialism inte myntades förrän på slutet av 1940-talet, har den rötter bakåt till 1800-talet. Ordet 'existentialism' blev då ett modeord, som användes om många vitt skilda ting. Den mer kompletta filosofiska inriktningen, som numera oftast kallas "existentialismen", var dock den riktning som Jean-Paul Sartre och en grupp runt honom utvecklade.
Existentialismen växte fram under 1900-talet som en rörelse inom litteraturen och filosofin. Den förebådades särskilt av 1800-talsfilosoferna Søren Kierkegaard och Friedrich Nietzsche, även om det hade funnits föregångare under tidigare århundraden. Fjodor Dostojevskij, Lev Sjestov och Franz Kafka skildrade också existentiella teman i sina litterära verk.
Det som på 1800-talet och det tidiga 1900-talet lade grunden för existentialismen kallades på sin tid vanligen för existentialfilosofi. En viktig existentialfilosof var Søren Kierkegaard, som levde i Danmark kring mitten av 1800-talet. Kierkegaard var troende kristen och betonade den enskilda människans val och ansvar, grundade på upplevelsen av sin egen existens. Han vände sig mot Hegel, vars tänkande var förhärskande under den tiden, som såg människan som en kollektiv varelse. Dessutom skilde Kierkegaard mellan Gud, människan och naturen: Gud hade skapat människan och naturen, och skillnaden mellan naturen och människan låg i att naturen endast var för sig själv, medan människan förhöll sig till naturen. Naturen var orsaksbestämd medan människan var fri i förhållandet till sin existens i tiden. Dessa tankar återkommer senare hos Sartre.
En annan förgrundsgestalt var Friedrich Nietzsche, som myntade uttrycket "Gud är död" och som främst var en kritisk moralfilosof. Han skrev om övermänniskan, en förhöjd varelse som vågade bryta sig ur den kristna slavmoralen och skapa sig en egen moral. Delar av Nietzsches läror togs sedan upp av nazisterna, men då i en vulgär tolkning. Nietzsche och Kierkegaard gav främst impulser angående den etiska delen till existentialismen samt vad som var väsentligt att studera, det vill säga människans existens i världen.

### Tyskland och Sartre
Som filosofisk strömning inom den kontinentala filosofin, tog existentialismen uttrycklig form under 1930-talets Tyskland och sedermera genom Jean-Paul Sartres och Simone de Beauvoirs arbeten, tillsammans med mer kritiska arbeten av Albert Camus (som han själv hävdade i en intervju) under 1940- och 1950-talets Frankrike. Deras arbeten fokuserade på teman såsom tristess, alienation, det absurda, frihet, hängivenhet och tomhet som grundläggande i den mänskliga tillvaron.
Edmund Husserl, tysk filosof och matematiker vid sekelskiftet 1900, grundade den moderna fenomenologin. Existentialismen grundar sig på en fenomenologisk analys, det vill säga att undersöka förhållandet mellan människan och tingen. Fenomenologin tar sin utgångspunkt i människans medvetande för att få kunskap om studieobjektet. Husserl menade bland annat att medvetandet alltid riktas mot någonting, det vill säga det är omöjligt att tänka på ingenting. En efterföljare till Husserl var Martin Heidegger, som på 20-talet med en fenomenologisk analys formulerade sin högst egna existentialfilosofi, bland annat i sitt magnum opus Sein und Zeit (sv: Varat och tiden).
På mitten av 1900-talet framträdde de franska "existensfilosoferna", som sedermera kom att kalla sig existentialister. Sartre är den för eftervärlden mest kände existentialisten, men det fanns åtskilliga fler, till exempel Maurice Merleau-Ponty och Simone de Beauvoir, som bland annat med boken Det andra könet lade grunden för andra vågens feministiska tänkare.
Sartres Varat och intet kom ut 1943 och var ett försök till ett filosofiskt system, som tog sin utgångspunkt i människan och hennes relation till omvärlden och andra människor. Verket var, och är, svårtillgängligt för en lekman, och tre år senare populariserade han sina idéer, samtidigt som han bemötte vissa angrepp på existentialismen i boken Existentialismen är en humanism, som ursprungligen byggde på en föreläsning han höll 1945. I Varat och intet utlovade Sartre en bok om etik som byggde på idéerna i Varat och intet. Någon sådan blev aldrig utgiven, men efter hans död hittades manuskriptet till denna tänkta bok, ett manuskript omfattande 600 sidor.
År 1945 startade Sartre tidskriften Les Temps Modernes tillsammans med några andra existentialister – en tidskrift som blev ett viktigt forum för den existentialistiska debatten.

## Definition och debatt
"Existensen föregår essensen". "Människan är vad hon själv gör sig till". I boken Existentialismen är en humanism (1946) redogör Jean-Paul Sartre för existentialismens bärande tankegångar. I enkla drag: människan definierar sig själv genom sina handlingar, och består i inget annat än handling. Genom personliga val väljer hon själv sin egen och andras moral, men detta får betydelse först efter handling (eller icke-handling). 
Även om det finns några gemensamma tendenser bland existentialisterna, så finns det också stora skillnader och meningsskiljaktigheter. Framförallt finns det en uppdelning mellan ateistiska existentialister såsom Sartre och teistiska existentialister såsom Tillich. Alla accepterar heller inte termen existentialism.